# Гюндюз, Юксель
Юксель Гюндюз (тур. Yüksel Gündüz; 20 декабря 1937, Тавшанлы, Кютахья — 3 июня 2023, Стамбул) — турецкий футболист, игравший на позиции полузащитника или нападающего. Большую часть своей карьеры выступал за «Фенербахче», провёл 1 матч за сборную Турции.

## Клубная карьера
Юксель Гюндюз родился в городе Тавшанлы в семье государственного служащего и домохозяйки. Благодаря службе отца его семья вскоре перебралась в столицу страны. Юксель Гюндюз начинал свою карьеру футболиста в местном клубе «Гюнешспор». В 1957 году он перешёл в «Фенербахче», за который провёл 268 матчей и забил 115 голов. Сезон 1965/66 Юксель Гюндюз провёл, выступая за «Истанбулспор».

## Карьера в сборной
29 апреля 1962 года Юксель Гюндюз дебютировал за сборную Турции, заменив Реджепа Аданыра на 69-й минуте товарищеского матча со сборной Венгрии. Это появление в составе национальной команды так и осталось для него единственным.

## Достижения
«Фенербахче»
- Победитель Стамбульской футбольной лиги (1): 1958/59
- Чемпион Турции (4): 1959, 1960/61, 1963/64, 1964/65
- Лучший бомбардир Кубка Турции (1): 1964/65 (3 мяча)